# Turandurey

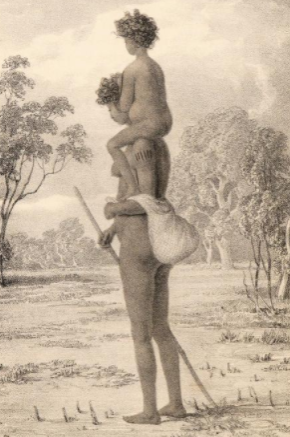
Turandurey mit ihrer Tochter Ballandella begleitet Thomas Livingstone Mitchell auf seiner Expedition

 Turandurey  (* 1806 in New South Wales, Australien; † nach 1836) war eine australische Aborigines-Frau, die als Dolmetscherin und Führerin tätig war.

## Leben und Werk
Turandurey wurde im frühen 19. Jahrhundert und ihre Tochter Ballandella wurde um 1831 geboren. Ihre Muttersprache war Madhi Madhi, aber sie sprach auch Yitayita und Wiradjuri.
1835 wies der Gouverneur der Kolonie New South Wales Richard Bourke den Generalvermesser Sir Thomas Livingstone Mitchell an, die Vermessung des unteren Darling River abzuschließen. John Piper, ein Englisch sprechender Aborigine-Führer wurde in einem Tal in der Nähe von Mount Canobolas für die Exkursion eingestellt.

### Führung der Exkursion von Thomas Livingstone Mitchell 1836
Am 2. Mai 1836 traf Mitchell Turandurey zum ersten Mal auf halbem Weg zwischen Hillston, New South Wales und Booligal in New South Wales bei der Suche nach einer Wasserstelle, als er mit seiner Expeditionsgruppe in ihr Familienlager kam.  Nachdem sie von einem älteren Aborigines-Mann überzeugt wurde, erklärte sich Turandurey bereit, die Führung der Gruppe mit zu übernehmen, da sie das Land kannte. Sie teilte sich die Führungsverantwortung mit Piper und seiner Partnerin Kitty, die sich der Expedition in der Nähe des Regents Lake angeschlossen hatte und wahrscheinlich auch Wiradjuri war. Turandurey kannte die Wasserstellen und konnte mit den Aborigines am Unterlauf des Lachlan River kommunizieren. Sie erinnerte sich an den britischen Offizier John Oxley, der 1817 zusammen mit dem Botaniker Allan Cunningham die Expeditionen zu den Flüssen Lachlan River und Macquarie River durchgeführt hatte und auch an Kapitän Charles Sturt, der 1828 dem Macquarie River folgend den Darling River fand.
Am 5. Mai 1836 nahm sie mit ihrer kleinen Tochter an der Expedition teil. Am 21. Mai fiel Ballandella von einem Wagen und das Rad brach ihr an zwei Stellen das Bein. Der medizinische Begleiter der Expedition, John Drysdale, behandelte das Kind und legte eine nicht richtig angepasste Schiene, so dass sie höchstwahrscheinlich dauerhaft humpelte. Turandurey trug Ballandella auf dem Rücken und lehnte Mitchells Angebot ab, sich auf einem Karren befördern zu lassen. Ballandellas Verletzung band sie wahrscheinlich länger an die Expedition als sie es wollte. Wegen starken Heimwehs verschwanden sie und ihre Tochter mit Kitty am 1. Juli 1836 während eines starken Frosts. Ballandella wurde am nächsten Abend zur Expeditionsgruppe zurückgebracht, aber Turandurey blieb an ihrem Lager. Die Temperaturen waren jedoch so niedrig, dass sie am nächsten Morgen mit stark frostgeschädigten Füßen zurückkehrte. Trotzdem überquerte die Expeditionsgruppe an diesem Tag den Fluss Lachlan. Mitchell beschloss zwei Tage später Turandurey und Ballandella zurückzulassen und gab ihnen Hemden, Mehl und Fleisch. Turandure erhielt einen Tomahawk, mit dem sie ein Kanu für Ballandella bauen wollte, um den Fluss Milleva zu überqueren. Ihr Versuch, zu ihrem Volk zurückzukehren, war jedoch von kurzer Dauer. Konfrontiert mit einer Gruppe Wiradjuri am gegenüberliegenden Ufer zog sie sich mit Ballandella auf dem Rücken zurück und kehrte in das Expeditionslager zurück.
Am 19. September verließ Mitchell mit Piper und Kitty das Expeditionslager und kehrte nach Sydney zurück. Ein paar Wochen danach erreichte die restliche Gruppe den Murrumbidgee River. Anscheinend reiste Turandurey den größten Teil der Reise im Karren, möglicherweise weil ihre Füße noch nicht vollständig geheilt waren.
Turandurey verließ die Expedition Anfang November in der Nähe des Campaspe River im Bezirk Port Phillip und heiratete König Joey von den Wiradjuri. Mitchells Stellvertreter, Granville William Chetwynd Stapylton, schenkte ihr zwei Decken als Hochzeitsgeschenk. Abgesehen von den Hemden und Tomahawk, die Mitchell ihr zuvor gegeben hatte, scheint dies die vollständige Bezahlung für ihre lebenswichtigen Dienste für die Expedition gewesen zu sein.
Ballandella wurde nach Sydney gebracht, um bei Mitchells Familie zu leben. Als Mitchell 1837 mit seiner Frau und seinen Kindern nach England zurückkehrte, wurde Ballandella zurückgelassen und in die Obhut von dem Arzt Sir Charles Nicholson gebracht.
Turandurey erscheint nach 1836 nicht mehr in öffentlichen Aufzeichnungen und es ist nicht bekannt, was in ihrem späteren Leben geschah. Eine Straße in Balranald im Bezirk Riverina in New South Wales wurde 1851 nach ihr benannt, ebenso wie eine Gemeinde in West Wimmera Shire, Victoria.
In den 1940er und 1950er Jahren erschienen eine Reihe von Zeitungsartikeln über sie als  die Witwe und ihr Kind.